# Cmentarz wojskowy Mtarfa w Attard
Cmentarz wojskowy Mtarfa (ang. Mtarfa Military Cemetery, znany też jako Ħemsija Military Cemetery) – cmentarz w granicach administracyjnych Attard na Malcie. Cmentarz położony jest na skrzyżowaniu Triq Ta' Vnezja oraz Triq il-Buqana.

## Historia
Na cmentarzu znajduje się ponad 1400 cywilnych i wojskowych grobów i miejsc pamięci. Są tu 253 groby żołnierzy Commonwealthu, którzy zmarli lub zginęli na Malcie – piętnastu w czasie pierwszej i 238 podczas drugiej wojny światowej. Jest wśród nich grób jednego członka sił zbrojnych Nowej Zelandii. Groby te są oznaczone symbolem Commonwealth War Graves Commission (CWGC). Jest też wojenny grób jednego żołnierza narodowości holenderskiej. 
Na cmentarzu znajdują się też 1203 groby z okresu pokoju. Obejmują one pochówki wojskowe sprzed I wojny światowej, okresu międzywojennego i czasów po II wojnie światowej, a także pochówki członków rodzin personelu wojskowego. Przykładem jest Maud Elsie Holliday, która zmarła w 1901 w wieku 6 lat. Wszystkie groby są pod opieką CWGC.

## Znaczące pochówki
- Lieutenant colonel Hugh Alexander Pollock DSO (1888–1971), służył w Royal Scots Fusiliers w I wojnie światowej i Royal Pioneer Corps podczas II wojny światowej. Pollock był mężem Enid Blyton i Idy Pollock
- Kapitan Albany Kennett Charlesworth z 5 innymi, zginęli w katastrofie samolotu Avro York(inne języki) w 1945, wraz z członkami delegacji Winstona Churchilla na konferencję w Jałcie[4]
- Flight sergeant Charles Glanville i Wilfred Morris, którzy zginęli w katastrofie lotniczej w Luqa w 1952[5].